# Бокачо '70
„Бокачо '70“ (на италиански: Boccaccio '70) е италиански антология филм от 1962 година, съдържащ четири отделни сегмента без сюжетна връзка помежду им. Режисиран от Лукино Висконти, Федерико Фелини, Марио Моничели и Виторио Де Сика. Представя се различен аспект на морала и любовта в модерните времена в стила на Бокачо.

## Сюжет

### Ренцо и Лучана
Млада двойка се опитва да скрие брака си и бременността на жената от строгия деловодител на техния работодател. Работодателят е забранил служителки да се омъжват и да имат деца, но няма нищо против няколко евтини трепети за себе си.

### Изкушението на доктор Антонио
На един възрастен гражданин, д-р Антонио Мацуоло, му е дошло до гуша от твърде многото неморалност под формата на неприлично съдържание в печата. И не само. И ето, че се е заел да бъде защитник на морала и реда в Рим, борейки се с порока. Докторът води свой личен кръстоносен поход – осветявайки с полицейски прожектор, монтиран върху малкия му фиат любовници в паркирани коли.
Гневът му не познава граници, когато провокативен билборд на Анита Екберг с рекламира „Пийте повече мляко!“ е поставен в парк близо до дома му. Изображението започва да го преследва в халюцинации, в които дамата от билборда се появява като изкусителка. Делириумът му достига кулминацията си, когато д-р Антонио приема образа на Св. Георги и хвърля копието си по дракона Екберг. Накрая е заловен от пищната шведска звезда в безлюдния Рим и в един момент пада между гърдите ѝ.
Намират го свит върху билборда и го транспортират с линейка на фона на детската песничка „Bevete più latte, bevete più latte!“ („Пийте повече мляко!“).

### Работата
Новелата разказва за аристократична двойка. Съпругът е хванат от пресата да посещава проститутки. След като казва, че отсега нататък възнамерява да се посвети на грижата за собствени доходи, съпругата изисква от съпруга си заплащане на сексуалните услуги, които извършва за него. С което той се съгласява.

### Лотарията
Разиграва се томбола – победителят има право на една нощ с атрактивната Зое (София Лорен). Зое обаче има съвсем други намерения.

## Епизоди и режисьори
| Режисьор        | Име                             | Име в оригинал                     |
| --------------- | ------------------------------- | ---------------------------------- |
| Марио Моничели  | „Ренцо и Лучана"“               | „Renzo e Luciana“                  |
| Федерико Фелини | „Изкушението на доктор Антонио“ | „Le tentazioni del dottor Antonio“ |
| Лукино Висконти | „Работата“                      | „Il lavoro“                        |
| Виторио Де Сика | „Лотарията“                     | „La riffa“                         |

## В ролите

### Ренцо и Лучана
| Актьор            | Роля   |
| ----------------- | ------ |
| Мариса Солинас    | Лучана |
| Джермано Джилиоли | Ренцо  |

### Изкушението на доктор Антонио
| Актьор           | Роля                |
| ---------------- | ------------------- |
| Пепино Де Филипо | Д-р Антонио Мацуоло |
| Анита Екберг     | Себе си             |

### Работата
| Актьор       | Роля         |
| ------------ | ------------ |
| Роми Шнайдер | Пупи         |
| Томас Милиън | Отавио       |
| Ромоло Вали  | Адвокат Заки |
| Паоло Стопа  | [ 1 ]        |

### Лотарията
| Актьор          | Роля    |
| --------------- | ------- |
| София Лорен     | Зоуи    |
| Луиджи Джулиани | Гаетано |
| Алфио Вита      | Гъспет  |